# اوندريج سينك
اوندريج سينك (بالتشيكية: Ondřej Cink)‏ مواليد 7 ديسمبر 1990 في روكيتساني، هو دراج تشيكي. شارك في دورة الألعاب الأولمبية الصيفية.

## روابط خارجية
- اوندريج سينك على موقع الاتحاد الدولي للدراجات (الإنجليزية)
- اوندريج سينك على موقع أرشيف الدراجات (الإنجليزية)
- اوندريج سينك على موقع إحصائيات الدراجات الإحترافية (الإنجليزية)
- اوندريج سينك على موقع MTB Data (الإنجليزية)
- اوندريج سينك على موقع أوليمبيديا (الإنجليزية)
- اوندريج سينك على موقع اللجنة الأولمبية التشيكية (التشيكية)